# Элея (река)
Э́лея (латыш. Eleja, лит. Alėja) — малая река, левый приток Вирцавы, протекает в Литве (Шяуляйском уезде) и Латвии (Елгавском крае).
Длина реки — 35 км. Средний расход воды — 0,1 м³/с. Высота устья — 2,7 м над уровнем моря. Площадь водосборного бассейна — 51,4 км². Уклон реки — 0,914 м/км.
Исток находится в Литве, возле автодороги E 77. Протекает в северном направлении по Земгальской равнине. Бассейн длинный и узкий, русло реки на протяжении большей части течения отрегулировано, выравнено. Впадает в Вирцаву ниже посёлка Вирцава Вирцавской волости. После регулирования течение потеряло вид, характерный для реки. Берега не заросшие. Река принимает в себя воды мелиоративных систем, наибольший из притоков — ручей Пучу (латыш. Pūču) (левый). Реку пересекает автодорога P103. Крупнейшие населённые пункты на берегах — Элея и Вирцава.